# Pallou
Cet article possède des paronymes, voir Palou et Paloue.
Pallou est le deuxième fils de Ruben premier-né de Jacob. Ses descendants s'appellent les Pallouites.

## Famille de Pallou
Pallou est le deuxième fils de Ruben premier-né de Jacob et a pour frères Hanok, Hetsrôn et Karmi,,,.

## Pallou en Égypte
Pallou part avec son père Ruben et son grand-père Jacob pour s'installer en Égypte au pays de Goshen dans le delta du Nil.
La famille des Pallouites dont l'ancêtre est Pallou sort du pays d'Égypte avec Moïse.

## Datan et Abiron
Dathan et Abiron sont des fils d'Éliab,, et appartiennent à la famille des Pallouites.
Ils soutiennent le lévite Coré dans sa révolte contre Moïse.